# Reußisches Oberland
Als Reußisches Oberland wurden die Gebiete des Staates Reuß in Ostthüringen bezeichnet, die – abseits der großen Residenzen Gera, Weida und Greiz im Elstertal – im Thüringer Schiefergebirge und am Oberlauf der Saale lagen.
Die beiden wichtigsten Städte im Oberland sind Schleiz und Bad Lobenstein. Heute bildet das Gebiet den südlichen Teil des Saale-Orla-Kreises und des Landkreises Greiz.
Die Bahnstrecke Triptis–Marxgrün wird ebenfalls als Oberlandbahn bezeichnet.